# Sant'Anza
Sant'Anza, o Santanza, fu un antico villaggio situato in Abruzzo, nei pressi dell'Aquila.
Nel XIII secolo è stato uno dei castelli che hanno partecipato alla fondazione dell'Aquila.

## Geografia

### Territorio
Il castello di Sant'Anza era situato sui colli settentrionali della conca aquilana, a circa 1 000 metri s.l.m., in corrispondenza del monte Castelvecchio, popolarmente denominato «La Crocetta» e anticamente noto come monte Sant'Anza. La posizione strategica permetteva di controllare i traffici provenienti da Arischia e, di là, dall'Alto Aterno o dalla valle del Vomano.

## Origini del nome
Il nome sembrerebbe essere un agiotoponimo di cui però non si ha riscontro né in situ (la chiesa locale è quella dedicata a San Sisto) né nella propaggine intra-moenia (avente come luogo di riferimento la chiesa di San Nicola d'Anza).

## Storia
L'abitato si originò in età longobarda come villa dipendente da San Sisto. Nel X secolo compare con il nome di Roccam Sententie sul Catalogus baronum mentre, successivamente, si manifestò la denominazione Sancta Anxia.
Nel XIII secolo partecipò alla fondazione dell'Aquila ricevendo nel un locale nel quarto di San Pietro dove edificò nella seconda metà del secolo la chiesa di San Nicola d'Anza. Nel 1304, nonostante le proteste della popolazione locale, a Santanza si realizza un grande acquedotto per convogliare l'acqua del Chiarino sino alle propaggini della nuova città: di quest'opera rimane oggi una sola colonna nel quartiere Torrione.
Con lo spostamento degli abitanti nel locale aquilano, il castello cadde progressivamente in abbandono, risultando già disabitato a partire dal XV secolo. Nel XX secolo la denominazione Santanza viene riutilizzata per indicare il quartiere periferico tra Santa Barbara e San Sisto.